# Nessun dorma
"Nessun dorma" ("Ninguém durma", em italiano) é uma famosa ária do último ato da ópera Turandot criada em 1926 por Giacomo Puccini. A ária refere-se à proclamação da princesa Turandot, determinando que ninguém deve dormir: todos passarão a noite tentando descobrir o nome do príncipe desconhecido, Calaf, que aceitou o desafio. Calaf canta, certo de que o esforço deles será em vão.

## Letra
| Versos do libreto original Il principe ignoto Nessun dorma!… Tu pure, o Principessa, Nella tua fredda stanza Guardi le stelle Che tremano d'amore e di speranza. Ma il mio mistero è chiuso in me, Il nome mio nessun saprà! Solo quando la luce splenderà, Sulla tua bocca lo dirò fremente!… Ed il mio bacio scioglierà il silenzio Che ti fa mia!… Voci di donne Il nome suo nessun saprà… E noi dovremo, ahimè, morir!… Il principe ignoto Dilegua, o notte!… Tramontate, stelle!… All'alba vincerò!… | Texto da partitura Il principe ignoto Nessun dorma! Nessun dorma! Tu pure, o Principessa, nella tua fredda stanza guardi le stelle che tremano d'amore e di speranza… Ma il mio mistero è chiuso in me, il nome mio nessun saprà! No, no, sulla tua bocca lo dirò, quando la luce splenderà! Ed il mio bacio scioglierà il silenzio che ti fa mia. Voci di donne Il nome suo nessun saprà… E noi dovrem, ahimè, morir, morir! Il principe ignoto Dilegua, o notte! Tramontate, stelle! Tramontate, stelle! All'alba vincerò! Vincerò! Vincerò! | Transliteração em português O Príncipe desconhecido Que ninguém durma! Que ninguém durma! Nem mesmo você, oh Princesa, em seu quarto frio, observando as estrelas que tremem com o amor e a esperança… Mas meu segredo está guardado em mim, e o meu nome ninguém saberá! Não, não! Apenas em sua boca eu direi quando a luz brilhar! E o meu beijo vai dissolver o silêncio que te faz minha. Vozes de mulher E o nome dele ninguém saberá e nós devemos, infelizmente, morrer, morrer! O Príncipe desconhecido Desapareça, ó noite! Esvaneçam, estrelas! Esvaneçam, estrelas! Ao amanhecer, eu vencerei! Vencerei! Vencerei! |